# Симичи
Симичи — деревня в Котельничском районе Кировской области в составе Сретенского сельского поселения.

## География
Располагается на расстоянии примерно 1 км по прямой на восток от центра поселения села Сретенье.

## История
Известна с 1802 года как деревня Семенинская с 8 дворами. В 1873 году здесь (Селюнинская или Симичи) было отмечено дворов 6 и жителей 53, в 1905 11 и 86, в 1926 (уже деревня Симичи) 13 и 83, в 1950 (Силичи) 9 и 34, в 1989 году (Семичи) оставалось 18 жителей. Нынешнее название утвердилось с 1998 года.

## Население
Постоянное население  составляло 8 человек (русские 87%) в 2002 году, 5 в 2010.